# Yunnanosauridae
Famille
Genres de rang inférieur
- † Yunnanosaurus
- † ? Jingshanosaurus

Les Yunnanosauridae (en français yunnanosauridés) forment une famille éteinte de dinosaures Sauropodiformes, considérée comme obsolète depuis le début de XXIe siècle,,,.
Les deux genres qui appartenaient à cette petite famille, Yunnanosaurus et Jingshanosaurus sont aujourd'hui directement rattachés, soit aux Sauropodiformes (B. W. McPhee et ses collègues en 2014), soit aux Massopoda (Alejandro Otero et ses collègues en 2015).
Ce furent des herbivores terrestres qui vécurent en Chine au Jurassique. 
La famille des Yunnanosauridae avait été créée en 1942 par C. C. Young pour y placer le genre Yunnanosaurus et son espèce type Yunnanosaurus huangi puis parfois le genre Jingshanosaurus.